# 卡洛·腓力切广场

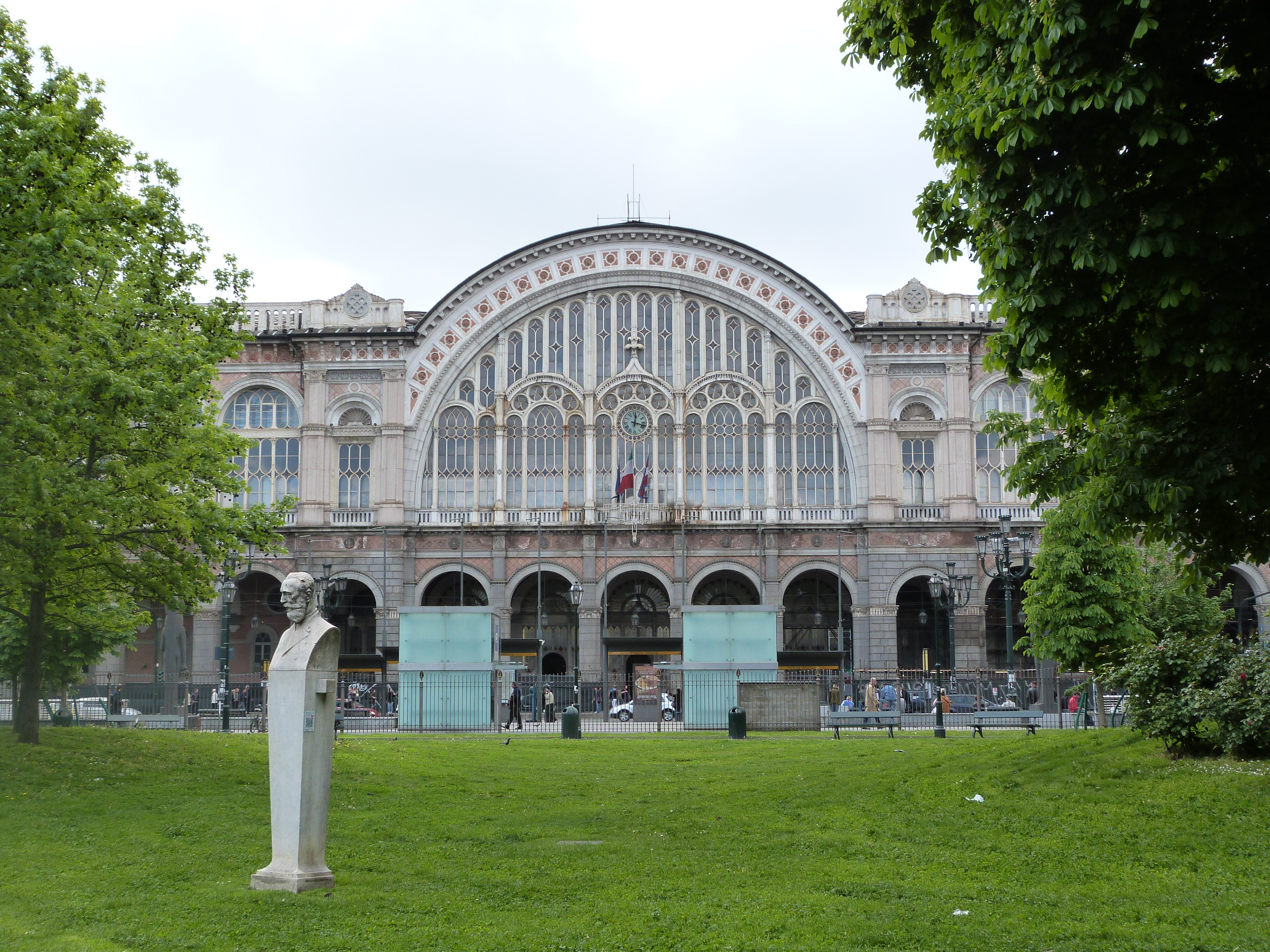
卡洛·腓力切广场与新门火车站

卡洛·腓力切广场（Piazza Carlo Felice）是意大利都灵的一个广场，位于罗马街与埃马努埃莱二世大街（Corso Vittorio Emanuele II）交汇处，新门火车站前方。
广场得名于撒丁王国国王卡洛·腓力切，1861年由法国建筑师让-皮埃尔·德尚兴建，当时城市向南发展，已经开辟了圣卡洛广场。广场周围环绕着带柱廊的19世纪建筑。
在广场中心是花园Giardino Sambuy，有爱德蒙多·德·亚米契斯雕像。花园还有一个花钟，是瑞士日内瓦赠送的礼物。1950年8月27日，诗人切萨雷·帕韦斯在罗马酒店自杀。
广场地下是地铁1号线的新门站，有通道可通城堡广场。